# Francisco Rodriguez Jr.
Francisco Rodriguez Jr. est un boxeur mexicain né le 10 juillet 1993 à Monterrey.

## Carrière
Passé professionnel en 2010, il devient champion du monde des poids pailles WBO le 22 mars 2014 en battant le philippin Merlito Sabillo par arrêt de l'arbitre au 10e round.
Rodriguez s'empare du titre IBF dès le combat suivant en dominant aux points le japonais Katsunari Takayama le 9 août 2014. Il laisse ses deux ceintures vacantes fin 2014 puis affronte Donnie Nietes, champion WBO des poids mi-mouches. Le combat a lieu en Philippines le 11 juillet 2015 et le boxeur mexicain s'incline aux points à l'unanimité des juges.